# 越南外交

越南的外交關係

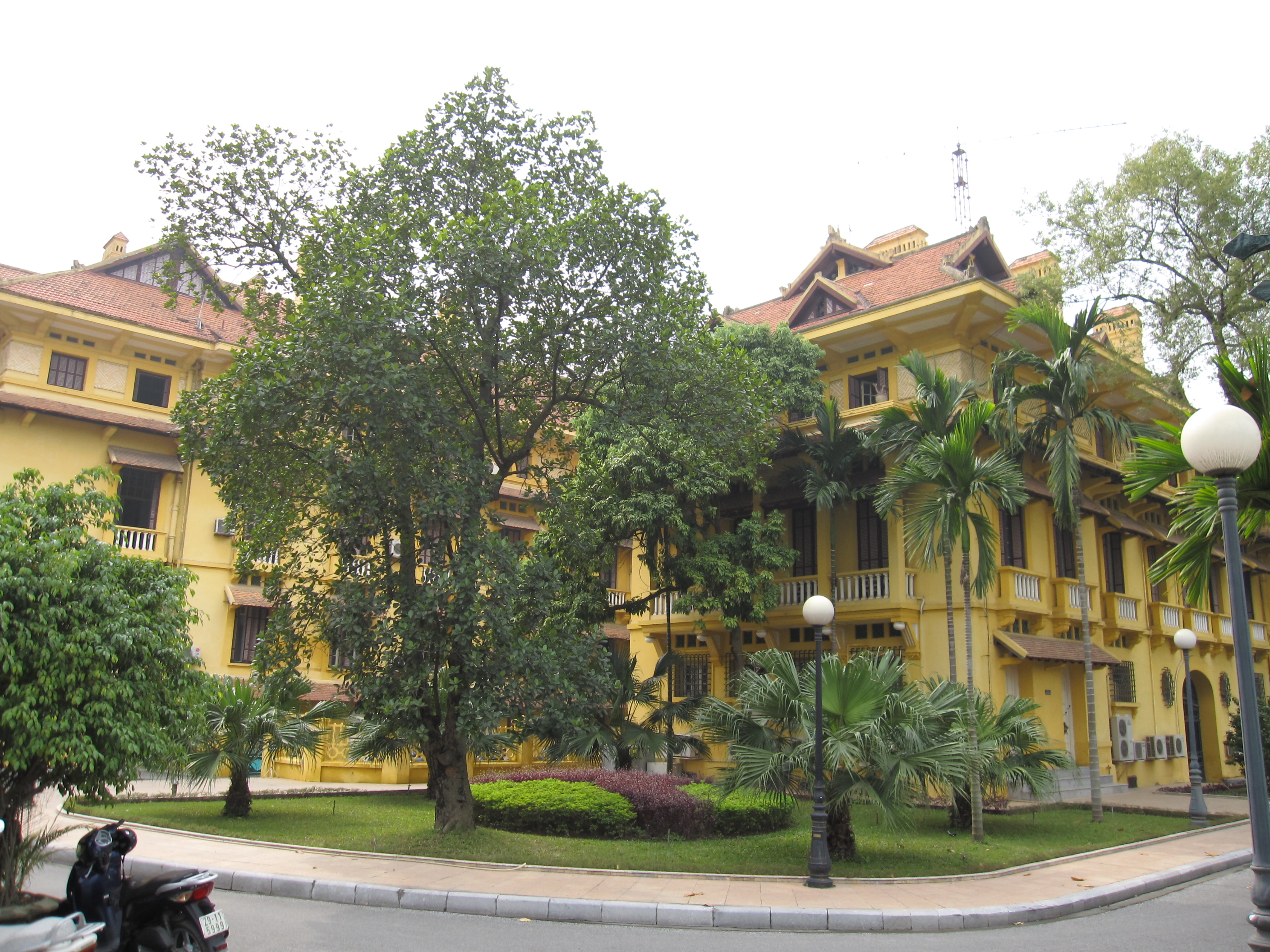
越南外交部

截至2024年9月， 越南社會主義共和國已和194个国家建立有正式外交關係，其中包括联合国安理会的常任理事國。2011年越共中央委员会在第11次全代会中，发布了关于越南外交政策的官方声明，一部分声明指出：「越南是所有國家在國際上的朋友和可靠的合作伙伴，越南將會积极参加国际和区域的合作；深化、稳定和维持外交关系。同时尊重彼此的独立性；主权和领土完整；不干涉彼此的国际事务；不使用威胁或使用武力解决分歧和争端；互相尊重和互惠互利。」

## 历史
1945年越南民主共和国成立，1950年起开始陆续与中华人民共和国、苏联、朝鲜民主主义人民共和国、保加利亚等社会主义国家建立外交关系。从1954年，越南民主共和国開始獲得更廣泛的外交承認。但由於美蘇冷戰的原因，包括美国、日本、西德在內的众多资本主义國家曾长期不承認越南民主共和國，只承认越南共和国为越南的唯一合法代表。一些參與不結盟運動的國家则在虽承認越南民主共和国，但大都只是像印度、缅甸、印度尼西亚那樣給予事實上的承認而不是正式承認。
随着1960年代初期中苏交恶，越南民主共和国在物质上出于争取来自苏联和华约各国军援的需要，未公开与苏联发生冲突，即对于中苏两国两党之间的分歧“不公开选边站队”、“不表态”，但却因在意识形态上偏向中华人民共和国一边，奉行反修正主义路线，因而仍然在党内会议上和内部文件及各种刊物中以不点名的方式（通常以批判南斯拉夫为名）批评苏联，并反对苏联纠集其他各国共产党集体围攻和孤立中国。而在1965年越南战争全面爆发后，出于本土安全考虑和越南共产党同其他东南亚国家共产党的传统关系等原因，越南民主共和国在获得中华人民共和国和苏联等东欧国家的大量援助（越南在整个战争的十年间获得最多的支援为从中华人民共和国方面收到的近200億美元的经济和军事援助）并得到中华人民共和国直接出兵支援后，开始效仿苏联早期和中华人民共和国的输出革命政策，大力支援东南亚其他国家與拉丁美洲等地的共产党组织，援助了包括老挝人民党、柬埔寨高棉人民党、印尼共产党、马来亚共产党、北加里曼丹共产党、泰国共产党、菲律宾共产党、缅甸共产党、哥伦比亚革命武装力量在内的各国共产党组织和游击队，导致部分地区（尤其东南亚各国）反越情绪严重，造成大量人员伤亡和财产损失。
1969年，瑞典成爲第一個承認越南民主共和国的西方國家，隨後，許多西方國家在20世紀70年代后與越南民主共和国陆续建交。
1976年，越南民主共和国与越南南方共和国统一，建立越南社会主义共和国，新建立的越南社会主义共和国继承了先前越南民主共和国与各国建立的外交关系，但随着1979年中越战争后與作为其最大援助国的中华人民共和国交惡，并放弃了早期的反修正主义意识形态路线，越南與蘇聯建立了更親密的联系，在整個1980年代，越南每年從全体经互会成员国方面收到的经济和军事援助仅30億美元左右，以此为基础勉强维持柬越战争的同时继续支持其他东南亚国家的共产党组织，取代中华人民共和国成为这些组织的最大援助国，造成东南亚各国反越情绪升级。1980年代后期苏联逐渐停止援助后，越南因自身资源的缺乏，于1988年后逐渐放弃支援东南亚各国共产党武装。
苏联解体后，越南开始调整外交政策，于1991年从柬埔寨撤军后与中华人民共和国正式恢复传统关系，改善并加强与欧美国家的关系，并在1995年与美国实现了关系正常化。而自阮富仲成为越南最高领导人以来，在政治、军事上亲华（越中关系被定性为越南外交方向的唯一头等优先，双方已将双边关系从全面战略合作伙伴提升至具有战略意义的命运共同体）友俄（俄罗斯为第二个与越南建立全面战略伙伴关系的国家）即成为越南外交的基本既定政策，而同美国等西方国家之间的交流仅限经济合作方面。

## 邦交國
越南按照外交關係親疏將與其建交的國家劃分不同的外交關係。目前，越南确立了36对伙伴关系。
- 具有战略意义的命运共同体：中华人民共和国
- 全面战略合作伙伴：俄罗斯、大韩民国、[16]印度、美国[17]
- 全面战略伙伴：日本、西班牙[18]、英国、德国、意大利、印尼、泰国、新加坡、法国、马来西亚、菲律宾、澳洲、纽西兰
- 全面合作伙伴：南非、智利、巴西、委内瑞拉、阿根廷、乌克兰、丹麦[19]、缅甸、加拿大、匈牙利、文莱、荷兰
- 特殊夥伴關係：古巴[20]、老挝[21]、柬埔寨

### 與中华人民共和国的關係
在越战時，北越与它的两个主要盟友保持平衡关系：苏联和中华人民共和国。
1964年，周恩来與北越簽訂了非正式的协议，该协定规定，如果美国和南越部队入侵北越，中国将作出回应，派遣空軍到北越。但1975年後，越南作为苏联的潛在友邦之一包围中国。与此同时，北京更加支持柬埔寨红色高棉的行為引发了越南的怀疑。

### 与俄罗斯（苏联）的关系
1979年，中國和越南在其邊境爆發了邊境衝突和戰爭。面对的交惡和紧张的国际关系，越南與蘇聯建立了更親密的联系，越南在1980年代從经互会成员国收到了一年近30億美元的援助以及在经济和军事上的其他资助。然而蘇聯解體後這一切不復存在。
蘇聯解體後，蘇聯的主要繼承國俄羅斯聯邦與越南建立了友好的關係。2009年7月25日，俄羅斯外長拉夫羅夫到訪越南，訪問為期兩天；拉夫羅夫在訪問中與越南外長范家謙舉行會談，他事後表示會談旨在建立戰略夥伴關係，又指兩國關係發展積極，相信雙方的合作將在最高水平。

### 與其他亞洲國家的關係

#### 日本
日本于1955年同南越西贡政权建交，后于1973年与北越建交。越南统一以后，日本援助和投资自1990年代起大量涌入越南，两国在2009年宣布建立“战略伙伴关系”。尽管两国之间建立了广泛的各方面联系，然而由于二战的历史纠葛让两国关系不时陷入动荡。时任越南驻华大使阮文诗曾表示：“越南不会忘记二战期间那段与日本不愉快的历史。”

#### 印度
1954年，印度在河内开设总领事馆；1956年，越南在新德里开设总领事馆。印度在越南战争及柬越战争中保持中立，但同时亦于1955年同南越西贡政权建交并对其展开各项援助。介于印度方面与敌对的南方来往甚密，并出于同中华人民共和国更加紧密的关系，自1962年中印边界冲突爆发以来，越南选择站在中华人民共和国一边，指责印度进行扩张主义的武装挑衅行动，要求印度接受中国方面的条件以和平解决两国边界问题，且曾警告印度方面勿再进一步挑衅中国，否则将与印度进入敌对状态。虽然两国于1972年1月7日提升至大使级关系，但印度仍未与西贡政权断交。为制衡印度与南越方面的外交关系，印度亦被纳入“输出革命”政策的范畴内，但由于1967年印度本土的纳萨尔游击队起义未足两年即发生分裂，越南方面来不及为其提供支持。尽管自1990年代起两国建立了广泛的各方面联系，但越南因意识形态和地缘政治关系等问题在中印争端中站在中国一边，使两国关系始终存在较大分歧和障碍。

#### 印度尼西亚
1955年万隆会议后，与印度类似，印度尼西亚同时承认越南南北双方政权并开设总领事馆，但由于印尼开国总统苏加诺奉行亲共政策，因而更加偏向北越，从而默许印尼共产党在中华人民共和国和北越的支持下逐步发展为时年东南亚第二大共产党。1964年8月10日，两国提升至大使级关系，印尼随即与南越西贡政权断交。通过1965年930事件上台的苏哈托亲美反共政变军人当局于1966年对印尼共产党人展开大屠杀，北越随即开始收留逃亡海外的印尼共党员。虽然苏哈托政府并未恢复同南越西贡政权的外交关系，但出于其反共意识形态，仍在越南战争中实际支持南越一方。1978年柬越战争爆发后，印尼表态谴责越南。1990年代后两国恢复外交关系。

#### 缅甸
缅甸于1948年独立后于1957年同南越西贡政权建交，并展开对西贡政权的援助对抗北方的越南民主共和国。介于缅甸方面与敌对的南方来往甚密，并出于同中华人民共和国及其他东南亚各国共产党的紧密关系，此后越南一直对缅甸共产党在各个方面给予大力支持，从而与1962年军事政变后的缅甸全面交恶，期间缅甸政府虽在1975年越南全国统一后正式承认河内政府，但越南仍未放弃对缅共的支持，直至1988年左右其逐步停止对缅共的支援后，两国关系才趋于改善。

#### 菲律宾
菲律宾于1946年独立后于1955年同南越西贡政权建交，并展开对西贡政权的援助对抗北方的越南民主共和国。介于菲律宾方面与敌对的南方来往甚密，并出于同中华人民共和国及其他东南亚各国共产党的紧密关系，此后越南一直对菲律宾共产党在各个方面给予大力支持，从而与菲律宾全面交恶，期间菲律宾政府虽在1975年越南全国统一一年后正式承认河内政府，但越南仍未放弃对菲共的支持，直至1988年左右其逐步停止对菲共的支援后，两国关系才趋于改善。

#### 泰国
泰国于1955年同南越西贡政权建交，并展开对西贡政权的援助对抗北方的越南民主共和国。介于泰国方面与敌对的南方来往甚密，并出于同中华人民共和国及其他东南亚各国共产党的紧密关系，此后越南一直对泰国共产党在各个方面给予大力支持，从而与泰国全面交恶，期间泰国政府虽在1975年越南全国统一一年后正式承认河内政府，但越南仍未放弃对泰共的支持，并在1970年代末期以來的柬越戰爭和1987年泰老边界战争中直接与泰国爆发武装冲突，直至1988年左右越南逐步停止对泰共的支援及1991年从柬埔寨撤军后，兩國关系才趋于改善。

#### 文莱
文莱在河内設大使馆，越南亦在斯里巴加湾市設大使馆。

#### 柬埔寨
自1990年代以来，兩國之间的关系已开始改善。越南是柬埔寨的第三大出口市场。

#### 马来半岛两国
印度支那地区与马来半岛地区自15世紀開始交往。當代馬來西亞于1957年独立后与南越西贡政权建交，而新加坡于1965年被马来西亚驱逐后亦与南越建交，并共同展开对西贡政权的援助对抗北方的越南民主共和国。介于马新方面与敌对的南方来往甚密，并出于同中华人民共和国及其他东南亚各国共产党的紧密关系，此后越南一直对马来亚共产党和北加里曼丹共产党在各个方面给予大力支持，从而与马新两国全面交恶，期间两国虽于1973年與北越政府建交，但越南仍未放弃对马共的支持，并在1970年代末期以來柬越戰爭和越南船民等問題上使兩國的緊張關係不断升级，直至1988年左右越南逐步停止对马共的支援后，兩國与越南的关系才趋于改善，經貿往來漸趨頻繁，並開始在不同領域進行合作。马越之間有一條海上邊界，在南沙群島亦有重疊的主權聲張。

#### 以色列
当代以色列于1948年独立后于1957年与南越西贡政权建交，并展开对西贡政权的援助对抗北方的越南民主共和国。介于以色列方面与敌对的南方来往甚密，且出于第一次中东战争后苏联和中华人民共和国的反犹太复国主义立场，越南拒绝承认以色列，直到1991年及1992年苏联和中国相继与以色列建交后，两国才于1993年正式确立正常外交关系，双方經貿往來漸趨頻繁，並開始在不同領域進行合作。

#### 朝鲜

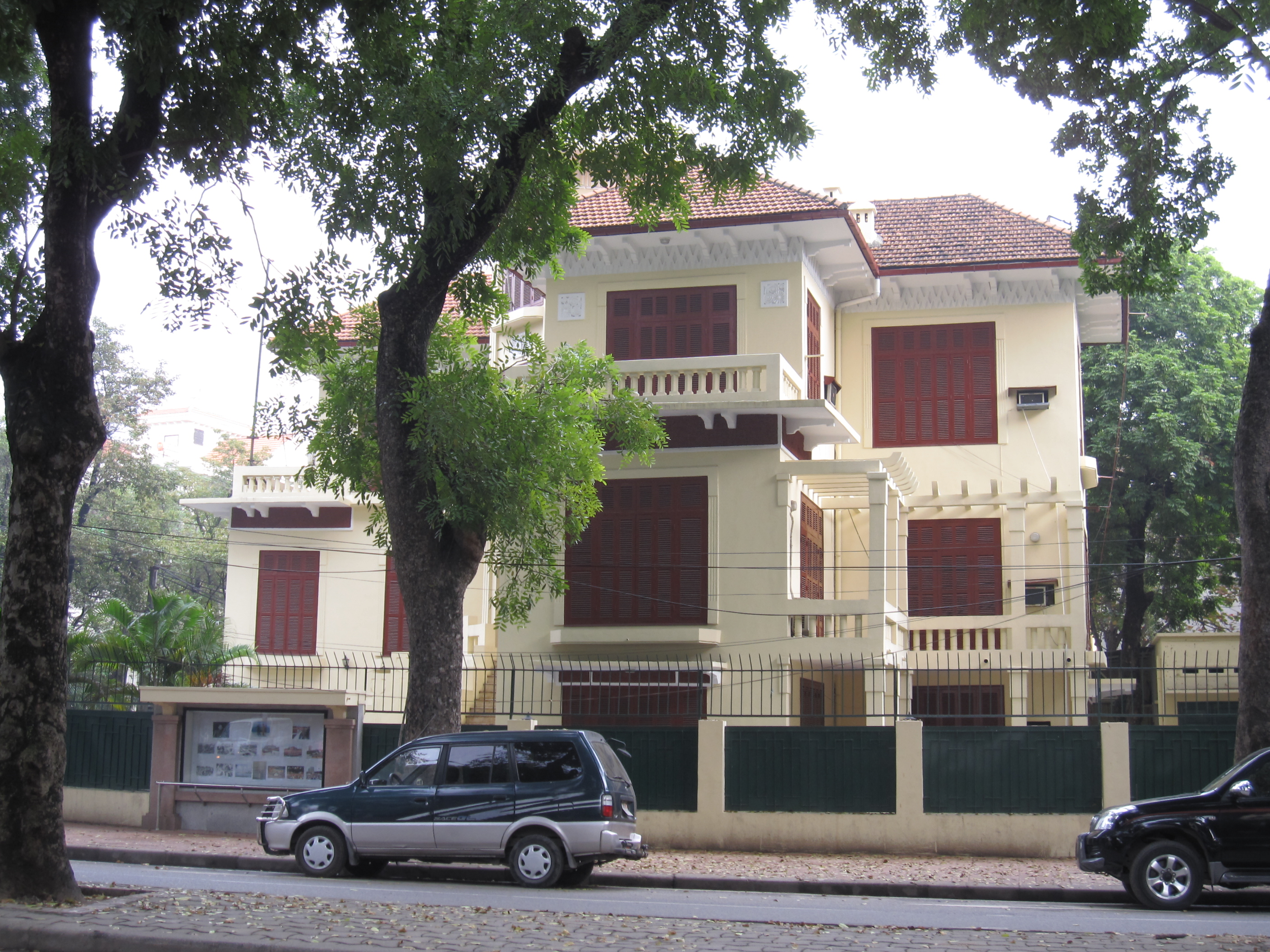
北韓駐越南大使館

朝鲜半岛与越南的关系可以追溯到公元12世纪初，当时一部分的越南皇族因国内的宫廷纷争而迁入高丽。1950年，鲜民主主义人民共和国与越南民主共和国（北越）建交，1978年之后朝鲜与越南的关系经历过起伏，2006年之后处于平稳发展阶段。

### 美洲
| 国家     | 建交日期       | 说明 |
| -------- | -------------- | --- |
| 阿根廷   | 1973年10月25日 | 自1996年12月起，阿根廷在河內设有大使馆， 而越南也在布宜诺斯艾利斯设有大使馆，并兼轄巴拉圭、烏拉圭二國 |
| 玻利维亚 | 1987年2月10日  | 玻利维亚驻华大使馆兼辖越南，而越南驻巴西大使馆兼辖玻利维亚。 |
| 巴西     | 1989年5月8日   | 巴西在河內设有大使馆，而越南也在巴西利亚设有大使馆。 |
| 加拿大   | 1973年8月21日  | - 加拿大在河內设有大使館、在胡志明市設有總領事館。 - 越南也在渥太華设有大使館，在溫哥華設有總領事館。 - 两国皆是亞太經合組織、法文國家及地區國際組織成員國。 |
| 智利     | 1971年3月25日  | - 智利已经在河内设立大使馆并在胡志明市设立名誉领事馆。 - 越南在聖地牙哥设有大使馆。 - 两国均為亚太经济合作组织成员国，也是PTT的主要签署国。 - 智利已成为拉丁美洲对越南最大的经济投资国之一。截至2017年，越南是智利在东盟的第二大贸易伙伴。 |
| 哥伦比亚 | 1979年1月1日   | - 哥伦比亚在河內設有大使館。 - 越南通過駐委內瑞拉大使馆兼轄哥伦比亚，并在波哥大设有名誉领事馆。 - 两国皆是不结盟运动和東亞—拉丁美洲合作論壇（FEALAC）的成员国。 |
| 古巴     | 1960年12月2日  | - 古巴是首個與越南建交的西半球國家。 - 越南是古巴在亞洲地區的第三大貿易夥伴，僅次於中華人民共和國和日本。 - 古巴在河內设有大使馆、在胡志明市設有總領事館。 - 而越南也在哈瓦那设有大使馆。 |
|          | 2005年7月7日   | 多米尼加共和国已于2020年决定在河内开设新的驻越南大使馆，而越南驻古巴大使馆兼辖多米尼加共和国。 |
| 薩爾瓦多 | 2010年1月16日  | - 越南通过駐墨西哥大使馆兼轄薩爾瓦多。 - 薩爾瓦多通过駐印度大使馆兼轄越南。 |
|          | 1993年1月7日   | - 越南通过駐墨西哥大使馆兼轄危地馬拉。 - 危地馬拉通过駐泰国大使馆兼轄越南。 |
| 海地     | 1997年9月26日  | - 越南通过駐古巴大使馆兼轄海地。 - 2013年12月，海地在河内開設大使馆，該大使館也兼轄馬來西亞、印度尼西亚等國。 |
| 墨西哥   | 1975年5月19日  | - 墨西哥在河內设有大使馆，而越南也在墨西哥城设有大使馆。 |
| 巴拿马   | 1975年8月28日  | - 越南驻巴拿马大使馆2002年正式开館。 - 巴拿马驻越南大使馆2006年正式开馆，並在胡志明市設有總領事館。 |
| 巴拉圭   | 1995年5月30日  | - 越南通过駐阿根廷大使馆兼轄巴拉圭。 - 巴拉圭通过駐日本大使館兼轄越南。 |
| 秘魯     | 1994年11月14日 | - 祕魯在河內设有大使馆。 - 越南通过駐巴西大使馆兼轄祕魯。 |
| 美国     | 1995年7月12日  | - 1995年7月11日，比爾·柯林頓總統宣布美國和越南外交關係正式正常化。 - 2015年7月，阮富仲以越南共产党总书记的身份对美国进行访问，成为第一位访问美国的越共领导人。2016年5月23日，美国总统奥巴马宣布全面解除对越南武器禁售。。 - 美國在河內設有大使館，並在胡志明市設有總領事館。越南在華盛頓特區設有大使館，並在紐約、舊金山和休士頓設有總領事館。 - 美籍越南人大概有180万人，大多是越南战争后移民到美国的。这些美籍越南人的数量大概占了所有的海外越南人的一半。 - 2012年，越南留学生形成了美国高校留学生的第八大群体，占所有在美国接受高等教育的外国人的2%。 |
| 乌拉圭   | 1993年8月11日  | 烏拉圭於2011年8月16日在河內開設了駐越大使館，而越南駐阿根廷大使館兼轄在烏拉圭事務。 |
| 委內瑞拉 | 1989年12月18日 | 委内瑞拉在河內设有大使馆，而越南也在加拉加斯设有大使馆。两国皆为七十七国集团成员国。 |

### 非洲
| 国家       | 建交日期       | 说明 |
| ---------- | -------------- | --- |
| 阿尔及利亚 | 1962年10月28日 | 越南阮朝君主咸宜帝曾经长期被放逐于阿尔及利亚。 - 越南在阿尔及尔设有大使馆。 - 阿尔及利亚也在河内设有大使馆。 |
| 安哥拉     | 1975年11月12日 | - 越南在罗安达设有大使馆。 - 安哥拉也在河内设有大使馆。 |
|            | 1975年4月16日  | - 越南驻坦桑尼亚大使馆兼辖对布隆迪的相关事务。 - 布隆迪驻华大使馆兼辖对越南的相关事务。 - 越南军用电子电信公司在布隆迪设有合资电信公司。 |
| 埃及       | 1963年9月1日   | - 越南在开罗设有大使馆。 - 埃及也在河内设有大使馆。 |
| 衣索比亞   | 1976年2月23日  | - 越南驻坦桑尼亚大使馆兼辖对埃塞俄比亚的相关事务。 - 埃塞俄比亚驻韩国大使館兼辖对越南的相关事务，并已经计划在越南开设大使馆。 |
| 几内亚     | 1958年10月9日  | - 几内亚是首个与越南民主共和国建交的非洲国家。 - 几内亚驻华大使馆兼辖对越南的相关事务。 - 1960年至1986年，越南曾经在科纳克里开设常驻大使馆，目前，越南驻摩洛哥大使馆兼辖对几内亚的相关事务。 |
|            | 1995年12月21日 | - 肯尼亚驻泰国大使馆兼辖对越南的相关事务。 - 越南通過駐坦桑尼亚大使馆兼轄肯尼亚，并在内罗毕设有名誉领事馆。 |
| 马达加斯加 | 1972年12月18日 | - 兩國均為不結盟運動、法文國家及地區國際組織、77國集團的成員國。 - 越南對馬達加斯加的相關事務由越南駐莫三比克大使館兼轄，并在塔那那利佛設有名譽領事館。 - 而馬達加斯加對越南的相關事務由馬達加斯加駐華大使館兼轄。 |
| 摩洛哥     | 1961年3月27日  | - 摩洛哥是阿拉伯国家中最早与越南建交者，两国曾经于1979年-1991年因越南承认西撒哈拉而断交。 - 越南在拉巴特设有大使馆。 - 摩洛哥在河内设有大使馆。 |
| 莫桑比克   | 1975年6月25日  | - 莫三比克于1975年脱离葡萄牙独立当日，北越即在當天與莫桑比克建交并相互承认。 - 2009年5月，越南重新在马普托开设驻莫桑比克大使馆，并兼辖马达加斯加、毛里求斯和塞舌尔，并处理与马拉维（目前尚未与越南建交）的外贸业务。 - 2011年8月，莫桑比克在河内设立驻越南大使馆。 - 2015年，越、莫双边贸易额达6610万美元，其中越南对莫桑比克出口5960万美元，从莫桑比克进口650万美元。越南对莫桑比克出口水泥、大米、电线和电缆等商品，并从莫桑比克进口棉花制品、布料、木材、烟草等产品。莫桑比克是越南对外直接投资的第八大接受国。2012年1月10日，越南军用电子电信公司在莫桑比克成立莫越电信公司，该公司是除莫桑比克电信公司之外莫桑比克最大的电信公司之一，其3G網路覆盖了莫桑比克93%的地区。此外，越南亦协助莫桑比克开展了《粮食作物和食品作物研究发展合作项目》，帮助莫桑比克农民改善耕作技术，提升水稻等农作物产量。  |
| 奈及利亞   | 1976年5月25日  | - 越南在阿布贾设有大使馆。 - 尼日利亚在河内设有大使馆。 |
| 塞舌尔     | 1979年8月16日  | - 兩國均為不結盟運動、法文國家及地區國際組織的成員國。 - 越南驻莫桑比克大使馆兼辖塞舌尔。 - 塞舌尔驻华大使馆兼辖越南，并在河内市设有名誉领事馆。 - 塞舌尔是对越南投资最多的非洲国家 |
| 南非       | 1993年12月22日 | - 越南在比勒陀利亚设有大使馆。 - 南非在河内设有大使馆，另外在胡志明市设有名誉领事馆。 |
| 坦桑尼亚   | 1965年2月14日  | - 越南在达累斯萨拉姆设有大使馆。 - 坦桑尼亚驻华大使馆兼辖对越南的相关事务。 - 2014年，坦桑尼亞與越南兩國之間的貿易額約為1.56億美元。越南向坦桑尼亞出口了價值超過1.05億美元的商品，越南向坦桑尼亞的主要出口產品包括水泥熟料和大米。坦桑尼亞是越南大米的第二大買家，僅次於菲律賓。2015年，隨著坦桑尼亞的出口增加，兩國之間的貿易額增至2.05億美元。越南是坦桑尼亞腰果的第二大買家，也是原棉的第三大買家。2015年10月15日，越南軍用電子電信在坦桑尼亞開發的電信服務網Halotel正式運營，Halotel也是現時唯一在坦桑尼亞開展業務的越南公司，初期投資為7億美元。該國有企業答應在該國的農村地區提供電信服務，並在2014年坦桑尼亞總統賈卡亞·基奎特對越南進行國事訪問時獲得了經營許可證。2016年3月，越南社會主義共和國主席張晉創與各越南商人考察了坦桑尼亞的投資氣氛，投資者希望使坦桑尼亞成為越南產品進入東非的門戶。 |

## 外部連結
•越南外交伙伴关系分级